# Lumière morte
Lumière morte (Lost light, dans l'édition originale en anglais américain) est un roman policier de Michael Connelly, paru en 2003. C'est le neuvième roman mettant en scène le personnage d'Harry Bosch.

## Résumé
L'ancien des homicides Harry Bosch n'a plus son badge, ce qui lui ouvrait toutes les portes et le protégeait en cas de problème. Mais il résoudra le meurtre d'Angella Benton, la jeune assistante de production, retrouvée sans vie quelques jours avant l'un des plus grands braquages d'Hollywood. Dès le début, « on » lui impose d'abandonner.
Bosch, tenace, va à la rencontre de l'un des deux agents qui ont enquêté sur le vol. Il lui dévoile qu'une agente du FBI avait autrefois contactée son confrère, pour signaler une irrégularité dans les numéros de billets recensés par la banque, qui ont ensuite été dérobés...

## Personnages
- Hieronymus « Harry » Bosch : Détective privé, ancien inspecteur des homicides du LAPD.

- Madeline Bosch : Fille de Harry Bosch.

- Kizmin Rider : Membre du LAPD, ancienne collègue de Bosch.

- Eleanor Wish : Ancienne agente du FBI, ex-femme de Bosch.

- Roy Lindell : Agent spécial du FBI.

- Lawton Cross : Inspecteur du LAPD.

- Jack Dorsey : Inspecteur du LAPD, partenaire de Cross.

- Angella Benton : Victime, assistante de production.

- Gladden : Criminel.

- Loren Singer : Agent du FBI.

- Abel Pratt : Ancien supérieur de Bosch au LAPD.

## Contexte et chronologie
Lumière morte marque un tournant important dans la série Harry Bosch. Après avoir quitté le LAPD à la fin de Wonderland Avenue, Bosch évolue désormais comme détective privé à Los Angeles, ce qui lui offre une nouvelle liberté mais aussi de nombreux défis dans un milieu plus instable. Le livre explore la solitude croissante de Bosch ainsi que ses rapports complexes avec son passé et la justice.
Dans cette enquête, Bosch est engagé pour retrouver une ancienne victime disparue, ce qui le replonge dans les zones d’ombre de Los Angeles et dans des affaires policières qui résonnent avec ses blessures personnelles. Le roman s’inscrit dans une continuité psychologique forte, où Bosch navigue entre éthique personnelle et pragmatisme professionnel.
L’enquête s’inscrit dans un contexte de pressions multiples : la police, des figures du passé de Bosch, et les ambiguïtés du système judiciaire. Cette plongée dans un univers plus trouble et moins policier institutionnel reflète aussi l’évolution plus noire et introspective de la série.

## Accueil critique
Le roman est salué par la critique pour son approche plus intime et introspective du personnage de Harry Bosch, désormais en marge du LAPD. Le roman marque une rupture dans la série : c’est le premier à être écrit à la première personne, ce qui permet une plongée plus profonde dans la psyché du personnage principal.
Cette perspective narrative donne au roman une intensité émotionnelle nouvelle : « La voix de Bosch est plus vulnérable, plus personnelle, ce qui enrichit considérablement la série, déjà réputée pour sa noirceur et sa rigueur. » La critique souligne également le réalisme de l’enquête, qui évolue avec lenteur mais avec cohérence, et l’atmosphère plus méditative du récit.
Le New York Times le considère comme « une œuvre de transition remarquable » dans laquelle « Connelly explore les effets du temps, du remords et de la solitude sur un homme habitué à évoluer dans un cadre rigide de justice ».
Il est vu dans ce roman une « évolution vers une forme plus littéraire du polar », et loue le choix audacieux du changement de narration : « Connelly parvient à renouveler son personnage tout en conservant la rigueur de l’intrigue policière. Bosch, plus humain que jamais, est confronté à ses choix de vie et à ses pertes personnelles. »

## Éditions
Édition américaine originale
- (en) Michael Connelly, Lost light, Boston, Little, Brown and Company, 2003, 360 p. (ISBN 978-0-3161-5460-4)

Éditions françaises
- Michael Connelly (trad. de l'anglais américain par Robert Pépin), Lumière morte [« Lost light »], Paris, Éditions du Seuil, coll. « Seuil policiers », 2003, 341 p. (ISBN 978-2-0205-8826-3)

Le roman à fait l'objet de cinq rééditions en France.

## Livres audio
La traduction française du roman (traduit de l'américain par Robert Pépin) a fait l'objet en 2005 et 2006, de deux éditions successives sous forme de livre audio, dans une même narration d'Éric Herson-Macarel, d'une durée de 5 heures 40 minutes.